# 大法奧港
大法奧港（羅馬化：Mīnāʼ al-Fāw al-kabīr），或譯法奧大港、法奥港，是伊拉克法奧半島的一座在建海港，毗鄰法奥，西北距巴士拉約100公里，接波斯灣阿卜杜拉水道，其一期項目正在韓國大宇建設的總承包下推進建設，並將於2025年底投入運行。這座港口擁有世界上最長的防波堤。
伊拉克政府2023年提出「伊拉克發展之路」計劃，視該計劃南端的大法奧港為促進戰後經濟轉型的重點建設項目，有意將此港建造成世界前十、中東最大的港口。建成後，進港貨物、油料可經伊拉克發展之路實現海陸聯運，繞開蘇伊士運河而北上土耳其，抵達歐洲各國，縮短亞歐間物流距離，進而提升伊拉克在中東地區的地緣優勢與在全球貿易中的地位。

## 建設背景
伊拉克海岸線僅長58（36英里）。大法奧港投入運營前，伊拉克海運主要仰賴烏姆蓋薩爾港，烏港座落於祖拜爾水道入海處，港口深度與通航能力有限。新建深水港，能彌補該國海岸線短、港口吞吐能力小的短板。

大法奧港在伊拉克海岸線上的位置示意地圖

在法奧半島建設港口的構想最早可追溯至二戰戰後，後於1970年代重新被提出、籌備建設運營。惟1980年時兩伊戰爭爆發，法奧地區成為戰場，項目被迫中止。直至2003年薩達姆政權垮臺後，多家國際大型投資公司才再次提出重啟項目。2005年伊拉克交通部在意大利公司的提議基礎上公布了大法奧港口的建設計劃：包括將佔地面積提升至54平方公里，建設100座泊位、修建配套的電廠、海水淡化設施、煉油廠、石化廠、機場與鐵路站，擴展整體產業與運輸功能。2010年為其舉行了奠基儀式。此外，為護衛大法奧港，伊拉克於2019年時宣布其將在附近區域建造海軍基地。

## 建設歷程
2010年4月5日，時任伊拉克交通部部長阿米爾·阿卜杜勒-賈巴爾在大法奧港的奠基儀式上表示，該港建成後，將擁有100個泊位，年吞吐量可達9900萬噸，世界最大型船亦可靠泊此港。然而，2010年代伊拉克社會動蕩，紛爭不斷，又逢石油增產、供大於求，國際油價下挫，大法奧港項目被迫停擺延宕。即便在建設初期項目遭遇困境，大法奧港的防波堤建設合同仍於2013年敲定，由韓國公司大宇建設負責修築。2020年4月，大法奧港防波堤竣工，該堤全長14.523公里，被吉尼斯世界纪录認證為世界最長的防波堤。
2020年12月，伊拉克政府又同大宇建設簽署26.25億美元合同，大宇建設將負責大法奧港第一階段施工，涵蓋五個泊位、一個貨櫃堆場的建設，以及進出港口主要水道的挖掘與疏浚工程。2021年8月項目動工後，大宇建設使用懸臂式移動平台施工法和預鑄策略，打設了約1,700根直徑1.4米、長50米的鋼管樁，澆置了約130,000立方公尺的混凝土，於2024年10月完成了一期項目中的岸壁建設環節。11月，大宇建設將一期項目竣工的五個泊位移交伊拉克政府管理，總理穆罕默德·希亚·苏达尼出席了移交典禮。
大法奧港一期項目疏浚工作則在大宇建設的EPC總承包下，由中國中交天津航道局有限公司承担。大型非自航絞吸船「天柏」「天杉」，以及大型自航耙吸船「通旭」，分別負責近港海域、港口中段及港口外航道的疏浚。為將新港與原有的烏姆蓋薩爾港相連通，一期項目還包括祖拜爾沉管隧道的修建。隧道由中國、荷蘭等國企業承建，長2.5公里，下穿祖拜爾水道入海處，是中東地區首條海底隧道。